# أور نمو
أور نمو (أورنامو أو أور انغور أو أور كور) حكم في الفترة (2047-2030 ق م) وهو مؤسس سلالة أور الثالثة في بلاد الرافدين كما أنه مؤسس أول شريعة قانونية في التاريخ التي سبقت شريعة الملك البابلي حمورابي بثلاثة قرون.
تمكن أورنمو من توحيد المدن السومرية من (أور وإريدو وأوروك ولكش ونيبور وكيش وأداب واوما) ضد حكم الجوتيون وتمكن من استعادة حكم بلاد الرافدين من الجوتيون الذين سيطروا على البلاد سابقًا والذين اسقطوا الإمبراطورية الأكدية، ولقب نفسه بملك بلاد سومر وأكد.
تمكن أورنمو من بناء وتشييد عدة معابد منها مبنى الزقورة في أور وكذلك قام ببناء معابد في المدن نيبور ولارسا وكيش وأداب واوما وقام بتشريع أول شريعة قانونية في التاريخ.
ولقد قتل سنة 2030 ق.م بعد معركة أمام الجوتيون وبعد أن تمكن من تحرير كامل الخليج السومري من السيطرة الكوتية بعد وفاة الملك أور نمو خلفه ابنه شولجي (2093 – 2046) قبل الميلاد في حكم مدينة أور وحكم المملكة حوالي 48 عاماً مكنته من إنشاء وتعمير المملكة وإعادة توسيع بعض المنشآت في مدن سومر وأكد وفي مقدمتها إكماله بناء عدد من المعابد والزقورات كزقورة اور نفسها وزقورة الوركاء واهتم بمدينة اريدو ومعابدها.

## أهم منجزاته

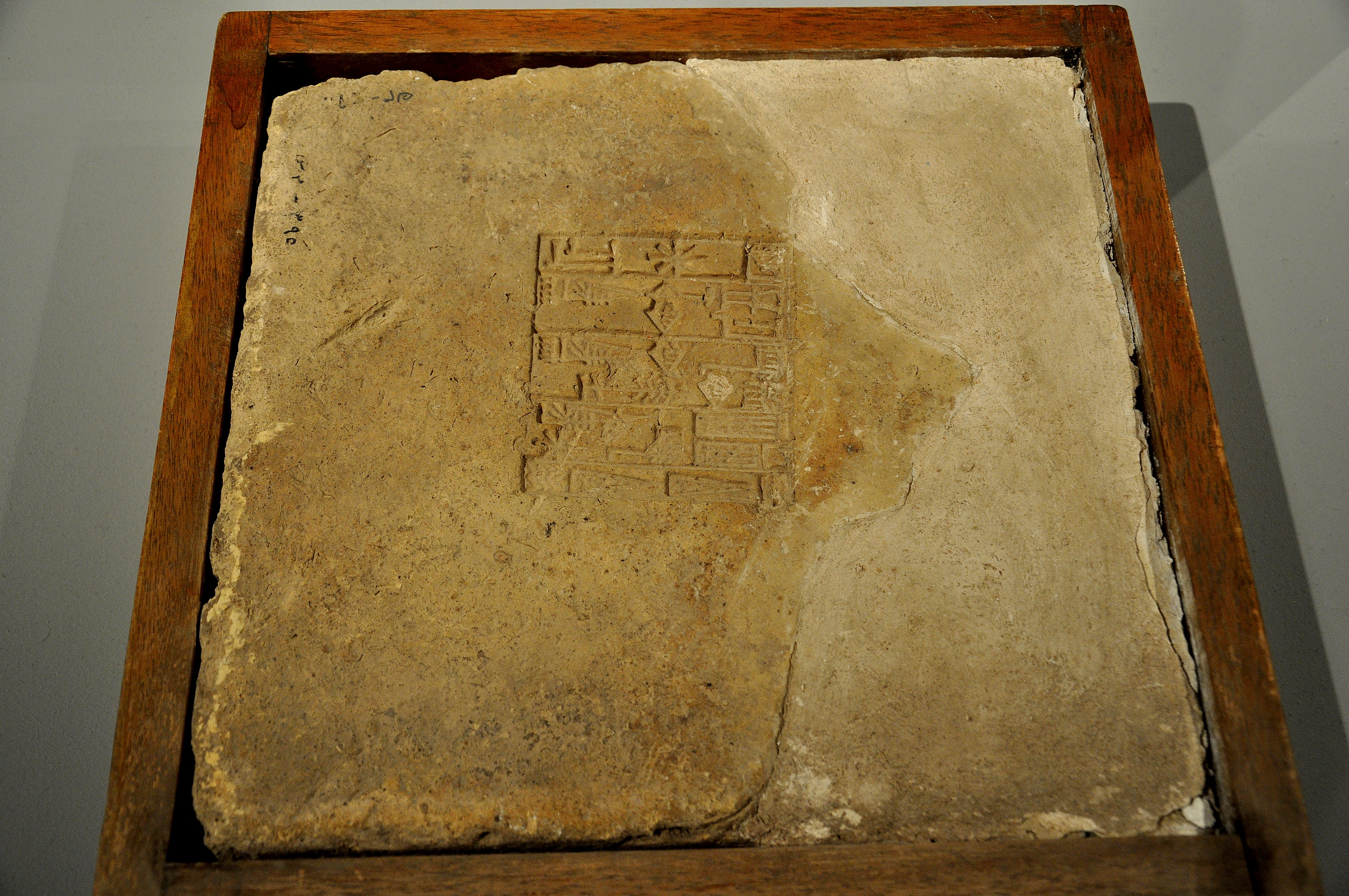
حجر طيني مختوم بختم الملك أور نمو

أهم ما قام به الملك أور نمو في مدينة أور والارتقاء بها وازدهارها في تلك الفترة والتي تتلخص ببعض الإصلاحات الإدارية والإنجازات العمرانية ومنها:
1. بنى زقورة للآلهة إنّيانا في عاصمة دولته أور، وشيد وبنى العديد من المباني وترميم ما تهدم من معابد الآلهة في المدن السومرية المختلفة.
2. حصن المدينة التي تطل على نهر الفرات من جهاتها الثلاث.
3. أوصى بشق قنوات للري لايصال مياه نهري دجلة والفرات إلى الأراضي الزراعية، وصيانة القديم منها.
4. نظم سياسة البلاد وذلك من خلال ترسيم ووضع الحدود الفاصلة بين المدن والأقاليم التي اختلطت بعد الفوضى التي قام بأحداثها الجوتيين. وحدد سلطة كل من الحكام المحليين وحكام المدن والأقاليم وحدد مسؤولية ادارتهم، وحل الخلافات والمنازعات المتعلقة بالاحياز البيئية المتعلقة بالأراضي ومصادر المياه.
5. سن تشريعات قانونية تعد الأولى من نوعها في تاريخ بلاد ما بين النهرين والشرق الأدنى القديم، حيث أشتملت على تنظيم العلاقات بين افراد المجتمع من جهة وبين المعبد وبين القصر الملكي من جهة أخرى، ونصت القوانين على منع الكهنة وكبار الموظفين من استغلال وظائفهم الدينية والحكومية لتحقيق السلطة والثراء على حساب الشعب، وتعتبر من أقدم القوانين التي تم الكشف عنها حتى الآن والتي كتبت باللغة المسمارية، حيث أن القانون كان يتألف من مقدمة تليه مواد قانونية ثم ينتهي بالخاتمة، وكانت المقدمة مخصصة للحديث عن اورنمو. وتعالج المواد القانونية اثنتان وثلاثون قضية اقتصادية واجتماعية.